# Luvinate
Luvinate är en ort och kommun i provinsen Varese i regionen Lombardiet i Italien. Kommunen hade 1 330 invånare (2018).